# Cantó de Dole-Nord-Est
El cantó de Dole-Nord-Est és un cantó francès del departament del Jura, situat al districte de Dole. Té sis municipis i part del de Dole.

## Municipis
- Biarne
- Champvans
- Dole (part)
- Foucherans
- Monnières
- Sampans
- Villette-lès-Dole

## Història
| Data d'elecció                           | Identitat              | Partit         | Qualitat |
| ---------------------------------------- | ---------------------- | -------------- | -------- |
| 1945-1951                                | André Barthélemy       | PCF            |          |
| 1951-1964                                | Maurice Delcey         | Divers droite  |          |
| 1964-1973                                | Jacques Duhamel        | CDP            |          |
| 1973-1985                                | Jean-Pierre Santa Cruz | PS             |          |
| 1985-1998                                | Pierre Talagrand       | UDF            |          |
| 1998-2004                                | Dominique Voynet       | Verts          |          |
| 2004-                                    | Patrick Viverge        | PS, després PG |          |
| les dades anteriors no són pas conegudes |                        |                |          |
|                                          |                        |                |          |